# Großer Höllkogel
Großer Höllkogel är ett berg i Österrike.   Det ligger i distriktet Gmunden och förbundslandet Oberösterreich, i den centrala delen av landet, 210 km väster om huvudstaden Wien. Toppen på Großer Höllkogel är 1 862 meter över havet. Großer Höllkogel ingår i Höllengebirge.
Terrängen runt Großer Höllkogel är huvudsakligen bergig, men norrut är den kuperad. Närmaste större samhälle är Ebensee, 7,6 km öster om Großer Höllkogel. 
I omgivningarna runt Großer Höllkogel växer i huvudsak blandskog. Runt Großer Höllkogel är det ganska tätbefolkat, med 65 invånare per kvadratkilometer.